# National Women’s Soccer League 2021
Die National Women’s Soccer League 2021 war die neunte Saison der US-amerikanischen Frauenfußballliga National Women’s Soccer League.
Am 18. November 2020 veröffentlichte die NWSL ein neues Wettbewerbsformat für die Saison. Der im Vorjahr erstmals ausgetragene NWSL Challenge Cup wird künftig als Ligapokal der Saison vorangestellt und wurde vom 9. April bis 8. Mai ausgetragen. Daran schließt sich die für jedes Team 24 Spiele umfassende reguläre Saison an, die am 15. Mai begann und am 30. Oktober endete. Die nachfolgenden Play-offs wurden von vier auf sechs Teams erweitert, wobei die beiden bestplatzierten Mannschaften ein Freilos in der ersten Play-off-Runde erhielten. Die Play-offs begannen am 6. November und endeten mit dem Finale am 20. November. Am 27. April veröffentlichte die NWSL den kompletten Spielplan für die Saison. Während der Saison fanden die wegen der COVID-19-Pandemie um ein Jahr verschobenen Olympischen Spiele in Tokio statt. Die Saison wurde dafür nicht unterbrochen. Mit Ausnahme von Racing Louisville FC mussten die Teams in dieser Zeit auf drei bis fünf Nationalspielerinnen verzichten.

## Franchises und Spielstätten
An der Saison 2021 nahmen acht Franchises der Vorsaison teil. Statt des Utah Royals FC kehrte Kansas City mit einem Team in die NWSL zurück; zudem nahm erstmals der Racing Louisville FC teil. Der Sky Blue FC wurde vor Saisonbeginn in NJ/NY Gotham FC umbenannt.
| Franchise              | Ort                  | Stadion                | Kapazität    |
| ---------------------- | -------------------- | ---------------------- | ------------ |
| Chicago Red Stars      | Bridgeview, Illinois | SeatGeek Stadium       | 22.000       |
| Houston Dash           | Houston, Texas       | BBVA Stadium           | 7.000        |
| Kansas City NWSL       | Kansas City, Kansas  | Field of Legends       | 10.385       |
| Racing Louisville FC   | Louisville, Kentucky | Lynn Family Stadium    | 15.304       |
| NJ/NY Gotham FC        | Harrison, New Jersey | Red Bull Arena         | 25.000       |
| North Carolina Courage | Cary, North Carolina | WakeMed Soccer Park    | 10.000       |
| OL Reign               | Tacoma, Washington   | Cheney Stadium         | 6.500        |
| Orlando Pride          | Orlando, Florida     | Exploria Stadium       | 25.517       |
| Portland Thorns FC     | Portland, Oregon     | Providence Park        | 25.218       |
| Washington Spirit      | Washington, D.C.     | Audi Field Segra Field | 20.500 5.000 |

| Red Stars |

| Dash |

| Kansas City |

| Gotham |

| Courage |

| Pride |

| Thorns |

| OL Reign |

| Louisville |

| Spirit |

| Red Stars |

| Dash |

| Kansas City |

| Gotham |

| Courage |

| Pride |

| Thorns |

| OL Reign |

| Louisville |

| Spirit |

Das Team von Washington Spirit soll sieben Heimspiele in dem vom MLS-Team D.C. United genutzten Audi Field und fünf Spiele im Segra Field, welches die zweite Mannschaft von D.C. United nutzt, austragen.

## Modus
In der regulären Saison soll jedes Team insgesamt 24 Spiele absolvieren, davon je zwölf Heim- und Auswärtsspiele.
Die sechs am Ende der Saison bestplatzierten Teams sollen sich für die Play-offs qualifizieren, wobei die beiden bestplatzierten Mannschaften in der ersten Runde ein Freilos haben werden.

## Statistiken

### Tabelle
| Pl. | Verein                 | Sp. | S  | U  | N  | Tore    | Diff. | Punkte |
| --- | ---------------------- | --- | -- | -- | -- | ------- | ----- | ------ |
| 1.  | Portland Thorns FC     | 24  | 13 | 5  | 6  | 033:170 | +16   | 44     |
| 2.  | OL Reign               | 24  | 13 | 3  | 8  | 037:240 | +13   | 42     |
| 3.  | Washington Spirit      | 24  | 11 | 6  | 7  | 029:260 | +3    | 39     |
| 4.  | Chicago Red Stars      | 24  | 11 | 5  | 8  | 028:280 | ±0    | 38     |
| 5.  | NJ/NY Gotham FC        | 24  | 8  | 11 | 5  | 029:210 | +8    | 35     |
| 6.  | North Carolina Courage | 24  | 9  | 6  | 9  | 028:230 | +5    | 33     |
| 7.  | Houston Dash           | 24  | 9  | 5  | 10 | 031:310 | ±0    | 32     |
| 8.  | Orlando Pride          | 24  | 7  | 7  | 10 | 027:320 | −5    | 28     |
| 9.  | Racing Louisville FC   | 24  | 5  | 7  | 12 | 021:400 | −19   | 22     |
| 10. | Kansas City Current    | 24  | 3  | 7  | 14 | 015:360 | −21   | 16     |

### Spielplan/Ergebnisse
Die Spiele sind für jede Mannschaft in chronologischer Reihenfolge angegeben, die Ergebnisse zeilenweise jeweils aus Sicht der entsprechenden Mannschaft.
| Mannschaft                  | Spiel | Spiel | Spiel | Spiel | Spiel | Spiel | Spiel | Spiel | Spiel | Spiel | Spiel | Spiel | Spiel | Spiel | Spiel | Spiel | Spiel | Spiel | Spiel | Spiel | Spiel | Spiel | Spiel | Spiel |
| Mannschaft                  | 1     | 2     | 3     | 4     | 5     | 6     | 7     | 8     | 9     | 10    | 11    | 12    | 13    | 14    | 15    | 16    | 17    | 18    | 19    | 20    | 21    | 22    | 23    | 24    |
| --------------------------- | ----- | ----- | ----- | ----- | ----- | ----- | ----- | ----- | ----- | ----- | ----- | ----- | ----- | ----- | ----- | ----- | ----- | ----- | ----- | ----- | ----- | ----- | ----- | ----- |
| Chicago Red Stars (CHI)     | POR   | NJ/NY | KC    | HOU   | NC    | WAS   | RGN   | LOU   | WAS   | HOU   | RGN   | NJ/NY | WAS   | ORL   | NC    | LOU   | KC    | NJ/NY | HOU   | POR   | ORL   | RGN   | KC    | ORL   |
| Chicago Red Stars (CHI)     | 0:5   | 0:0   | 2:0   | 1:2   | 1:0   | 1:1   | 0:2   | 0:3   | 1:0   | 2:1   | 3:1   | 1:2   | 3:1   | 0:2   | 0:1   | 1:1   | 3:0   | 0:0   | 1:1   | 2:1   | 1:0   | 2:3   | 2:1   | 1:0   |
| Houston Dash (HOU)          | NJ/NY | KC    | WAS   | CHI   | KC    | LOU   | ORL   | RGN   | CHI   | NC    | POR   | NJ/NY | RGN   | WAS   | LOU   | RGN   | ORL   | CHI   | LOU   | KC    | POR   | NC    | POR   | WAS   |
| Houston Dash (HOU)          | 0:1   | 2:2   | 1:2   | 2:1   | 1:0   | 0:1   | 2:1   | 2:0   | 1:2   | 2:1   | 0:1   | 1:1   | 1:5   | 2:2   | 1:0   | 0:1   | 1:1   | 1:1   | 4:0   | 0:3   | 3:2   | 4:1   | 0:1   | 0:1   |
| Kansas City Current (KC)    | LOU   | HOU   | CHI   | ORL   | HOU   | POR   | ORL   | WAS   | NJ/NY | RGN   | NC    | POR   | LOU   | RGN   | NC    | LOU   | CHI   | NC    | NJ/NY | WAS   | HOU   | POR   | CHI   | RGN   |
| Kansas City Current (KC)    | 0:0   | 2:2   | 0:2   | 0:1   | 0:1   | 0:1   | 1:3   | 1:2   | 1:1   | 0:2   | 0:0   | 0:2   | 1:3   | 1:0   | 0:4   | 2:1   | 0:3   | 0:0   | 1:1   | 1:2   | 3:0   | 0:0   | 1:2   | 0:3   |
| Racing Louisville FC (LOU)  | KC    | WAS   | NC    | POR   | HOU   | NC    | CHI   | POR   | ORL   | WAS   | RGN   | KC    | NJ/NY | CHI   | KC    | HOU   | RGN   | ORL   | HOU   | NJ/NY | NC    | WAS   | ORL   | NJ/NY |
| Racing Louisville FC (LOU)  | 0:0   | 2:0   | 0:5   | 0:3   | 1:0   | 0:2   | 3:0   | 0:2   | 1:1   | 0:2   | 0:2   | 3:1   | 1:1   | 1:1   | 1:2   | 0:1   | 1:1   | 1:3   | 0:4   | 1:1   | 1:3   | 0:3   | 3:1   | 1:1   |
| NJ/NY Gotham FC (NJ/NY)     | HOU   | CHI   | POR   | RGN   | ORL   | RGN   | KC    | POR   | WAS   | CHI   | HOU   | NC    | LOU   | RGN   | POR   | ORL   | CHI   | KC    | NC    | LOU   | WAS   | ORL   | NC    | LOU   |
| NJ/NY Gotham FC (NJ/NY)     | 1:0   | 0:0   | 0:1   | 1:0   | 1:1   | 3:0   | 1:1   | 0:0   | 3:2   | 2:1   | 1:1   | 0:1   | 1:1   | 2:1   | 1:2   | 0:1   | 0:0   | 1:1   | 3:1   | 1:1   | 0:0   | 3:2   | 3:0   | 1:1   |
| North Carolina Courage (NC) | RGN   | ORL   | LOU   | CHI   | RGN   | LOU   | POR   | ORL   | WAS   | HOU   | KC    | ORL   | NJ/NY | CHI   | KC    | WAS   | KC    | POR   | NJ/NY | WAS   | LOU   | HOU   | NJ/NY | POR   |
| North Carolina Courage (NC) | 0:0   | 1:2   | 5:0   | 0:1   | 2:1   | 2:0   | 2:0   | 2:0   | 0:2   | 1:2   | 0:0   | 1:1   | 1:0   | 1:0   | 4:0   | 0:0   | 0:0   | 0:1   | 1:3   | 1:2   | 3:1   | 1:4   | 0:3   | 0:0   |
| OL Reign (RGN)              | NC    | POR   | WAS   | NJ/NY | NC    | CHI   | NJ/NY | HOU   | KC    | CHI   | ORL   | LOU   | HOU   | KC    | NJ/NY | POR   | HOU   | LOU   | WAS   | ORL   | POR   | CHI   | WAS   | KC    |
| OL Reign (RGN)              | 0:0   | 2:1   | 0:1   | 0:1   | 1:2   | 2:0   | 0:3   | 0:2   | 2:0   | 1:3   | 2:0   | 2:0   | 5:1   | 0:1   | 3:2   | 2:1   | 1:0   | 1:1   | 3:0   | 3:0   | 1:1   | 3:2   | 0:2   | 3:0   |
| Orlando Pride (ORL)         | WAS   | NC    | POR   | KC    | WAS   | NJ/NY | KC    | HOU   | NC    | LOU   | POR   | RGN   | NC    | CHI   | POR   | WAS   | NJ/NY | HOU   | LOU   | RGN   | CHI   | NJ/NY | LOU   | CHI   |
| Orlando Pride (ORL)         | 1:1   | 2:1   | 2:1   | 1:0   | 1:1   | 1:1   | 3:1   | 1:2   | 0:2   | 1:1   | 1:2   | 0:2   | 1:1   | 2:0   | 1:1   | 1:2   | 1:0   | 1:1   | 3:1   | 0:3   | 0:1   | 2:3   | 1:3   | 0:1   |
| Portland Thorns FC (POR)    | CHI   | RGN   | ORL   | NJ/NY | LOU   | KC    | NC    | LOU   | NJ/NY | ORL   | HOU   | KC    | WAS   | ORL   | NJ/NY | RGN   | WAS   | NC    | CHI   | RGN   | HOU   | KC    | HOU   | NC    |
| Portland Thorns FC (POR)    | 5:0   | 1:2   | 1:2   | 1:0   | 3:0   | 1:0   | 0:2   | 2:0   | 0:0   | 2:1   | 1:0   | 2:0   | 1:0   | 1:1   | 2:1   | 1:2   | 3:0   | 1:0   | 1:2   | 1:1   | 2:3   | 0:0   | 1:0   | 0:0   |
| Washington Spirit (WAS)     | ORL   | LOU   | HOU   | RGN   | ORL   | CHI   | KC    | CHI   | NC    | NJ/NY | LOU   | CHI   | POR   | HOU   | ORL   | NC    | POR   | RGN   | KC    | NC    | NJ/NY | LOU   | RGN   | HOU   |
| Washington Spirit (WAS)     | 1:1   | 0:2   | 2:1   | 1:0   | 1:1   | 1:1   | 2:1   | 0:1   | 2:0   | 2:3   | 2:0   | 1:3   | 0:1   | 2:2   | 2:1   | 0:0   | 0:3   | 0:3   | 2:1   | 2:1   | 0:0   | 3:0   | 2:0   | 1:0   |

| Legende   | Legende       | Legende | Legende       | Legende    |
| --------- | ------------- | ------- | ------------- | ---------- |
| Heimspiel | Auswärtsspiel | Sieg    | Unentschieden | Niederlage |

## NWSL Championship Play-offs
Die sechs bestplatzierten Mannschaften der regulären Saison qualifizierten sich für die Play-offs.

### Erste Runde
Die Spiele der ersten Runde, für die Mannschaften auf Platz 3 bis 6 qualifiziert waren, fanden am 7. November 2021 statt. Die Mannschaften auf Platz 3 und 4 hatten Heimrecht
|                   | Ergebnis  |                        |
| ----------------- | --------- | ---------------------- |
| Chicago Red Stars | 1:0 (0:0) | NJ/NY Gotham FC        |
| Washington Spirit | 1:0 n. V. | North Carolina Courage |

### Halbfinale
Die Halbfinalspiele fanden am 14. November statt. Die Mannschaften auf Platz 1 und 2 hatten Heimrecht, das sie nicht nutzen konnten.
|                    | Ergebnis  |                   |
| ------------------ | --------- | ----------------- |
| OL Reign           | 1:2 (0:0) | Washington Spirit |
| Portland Thorns FC | 0:2 (0:1) | Chicago Red Stars |

### Finale
Das Finale fand auf neutralem Platz statt.
| Washington Spirit                                     | Washington Spirit | Chicago Red Stars | Chicago Red Stars |
| ----------------------------------------------------- | --- | --- | ----------------- |
| Washington Spirit                                     | \| Finale \| \| 20. November 2021 in Louisville (Lynn Family Stadium) \| \| Ergebnis: 2:1 n. V. (1:1, 0:1) \| \| Zuschauer: 10.360 \| \| Schiedsrichterin: Tori Penso \| \| Spielbericht \| | \| Finale \| \| 20. November 2021 in Louisville (Lynn Family Stadium) \| \| Ergebnis: 2:1 n. V. (1:1, 0:1) \| \| Zuschauer: 10.360 \| \| Schiedsrichterin: Tori Penso \| \| Spielbericht \|                                                                                                   | Chicago Red Stars |
| Washington Spirit                                     | Aubrey Kingsbury – Tegan McGrady (46. Julia Roddar), Sam Staab, Emily Sonnett, Kelley O’Hara – Dorian Bailey (119. Paige Nielsen), Andi Sullivan – Tara McKeown (74. Anna Heilferty), Ashley Sanchez (88. Taylor Aylmer), Trinity Rodman, Ashley Hatch (116. Saori Takarada) Cheftrainer: Kris Ward | Cassie Miller – Arin Wright, Tierna Davidson, Sarah Gorden, Tatumn Milazzo (90. Bianca St-Georges) – Sarah Woldmoe, Morgan Gautrat – Mallory Swanson (45. Danielle Colaprico), Vanessa DiBernardo (13. Makenzy Doniak), Rachel Hill (79. Alyssa Mautz), Katie Johnson Cheftrainer: Rory Dames | Chicago Red Stars |
| Washington Spirit                                     | 1:1 Andi Sullivan (67., Elfm.) 2:1 Kelley O’Hara (97.) (Vorlage: Trinity Rodman) | 0:1 Rachel Hill (45.+5') (Vorlage: Arin Wright) | Chicago Red Stars |
| Washington Spirit                                     | Julia Roddar | | Chicago Red Stars |
| Finale                                                | | |                   |
| 20. November 2021 in Louisville (Lynn Family Stadium) | | |                   |
| Ergebnis: 2:1 n. V. (1:1, 0:1)                        | | |                   |
| Zuschauer: 10.360                                     | | |                   |
| Schiedsrichterin: Tori Penso                          | | |                   |
| Spielbericht                                          | | |                   |

### Torschützinnenliste
| Platz | Spielerin         | Verein                 | Anzahl |
| ----- | ----------------- | ---------------------- | ------ |
| 1     | Ashley Hatch      | Washington Spirit      | 10     |
| 2     | Bethany Balcer    | OL Reign               | 9      |
| 2     | Rachel Daly       | Houston Dash           | 9      |
| 2     | Margaret Purce    | NJ/NY Gotham FC        | 9      |
| 5     | Sydney Leroux     | Orlando Pride          | 8      |
| 5     | Ifeoma Onumonu    | NJ/NY Gotham FC        | 8      |
| 7     | Eugénie Le Sommer | OL Reign               | 7      |
| 7     | Sophia Smith      | Portland Thorns FC     | 7      |
| 7     | Lynn Williams     | North Carolina Courage | 7      |
| 10    | Megan Rapinoe     | OL Reign               | 6      |
| 10    | Trinity Rodman    | Washington Spirit      | 6      |
| 10    | Ebony Salmon      | Racing Louisville FC   | 6      |